# بورگ (برنکاستل-ویتلیش)
بورگ (به آلمانی: Burg) یک شهر در آلمان است که در برنکاستل-ویتلیش واقع شده‌است. بورگ ۴۳۶ نفر جمعیت دارد.